# Накамура-хан (Тоса)

Мон роду Ямауті

Накамура-хан (яп. 中村藩 , なかむらはん) — хан в Японії, у провінції Тоса, регіоні Шікоку. Дочірній хан Тоса-хану.

## Короткі відомості
- Адміністративний центр: містечко Коті-Сінден (сучасне містечко Коті префектури Коті).

- Дохід:

20 000 коку у 1601—1629;
30 000 коку у 1656—1689;
- Управлявся родом Ямауті, що належав до тодзама і мав статус володаря табору (陣屋). Голови роду мали право бути присутніми у вербовій залі сьоґуна.

- Ліквідований в 1629. Відновлений в 1656 і остаточно ліквідований в 1689.

## Правителі
| № | Ім'я             | Ім'я     | Роки        | Ранг, титул       | Примітки                    |
| - | ---------------- | -------- | ----------- | ----------------- | --------------------------- |
| 1 | Ямауті Ясутойо   | 山内康豊 | 1601 — 1625 | невідомо          | Старший син Ямауті Морітойо |
| 2 | Ямауті Масутойо  | 山内政豊 | 1625 — 1629 | невідомо          | Другий син Ямауті Ясутойо   |
| 1 | Ямауті Таданао   | 山内忠直 | 1656 — 1667 | 従五位下 修理大夫 | Другий син Ямауті Тадайосі  |
| 2 | Ямауті Тойосада  | 山内豊定 | 1667 — 1677 | 従五位下 右近大夫 | Старший син Ямауті Таданао  |
| 3 | Ямауті Тойоакіра | 山内豊明 | 1667 — 1677 | 従五位下 右近大夫 | Син Ямауті Таданао          |